# Lauv
Ari Staprans Leff, známý pod svým uměleckým jménem Lauv (* 8. srpna 1994 San Francisco, Kalifornie), je americký zpěvák a textař. Své první EP Lost in the Light vydal v roce 2015. Mezi nejznámějšími hity patří I Like Me Better, i'm So Tired... a Fuck I'm Lonely. Napsal také texty např. pro Cheat Codes s Demi Lovato či Charlie XCX. Byl také předskokanem Eda Sheerana při Divide Tour v Asii. V roce 2020 vydal debutové album How I'm Feeling.

## Osobní život
Ari se narodil v San Franciscu roku 1994. V dětství jevil zájem o hudbu, proto chodil na lekce piana, houslí a kytary. Ve svých 14 letech, ještě před jakýmkoliv vztahem, byl posedlý tvorbou milostných a rozchodových písní. Na střední škole hrál v několika kapelách a učil se hraním jazzu. Ari promoval na New York University v oboru elektronická hudba.

## Kariéra

### Začátky
Během studií na vysoké škole narazil na Paula Simona, který mu osvětlil jeho vlastní přístup k psaní písní. Tato osvěta Arimu v mnohém pomohla.
Krátce potom Ari si osvojil své umělecké jméno Lauv, v lotyšském překladu "lev" (lauva). Samotné jméno Ari znamená v hebrejštině lev. Navíc Ariho znamení je lev.
V 2014 po rozchodu se svou přítelkyní vyjevil své pocity v písni "The Other", kterou napsal společně s Michaelem Matosicem. Tato píseň pro něj tolik znamenala, že se ji nevzdal a sám ji pod uměleckým jménem Lauv vydal. Song se stal relativně úspěšným poté, co se objevil na Global Top 100 na Spotify.
V roce 2015 vydal své první EP s názvem Lost In The Light společně se singlem The Other. Kromě vydání EP se také zabýval psaním textů pro ostatní autory. Především stojí za zmínku píseň No Promises pro Cheat Codes a Demi Lovato.

### I Met You When I Was 18
Největší popularitu získal po vydání singlu I Like Me Better, ve kterém popisuje své pocity po přestěhování do New Yorku a jeho novém vztahu.
Lauv byl vybrán jako předskokan Ed Sheerana během Divide Tour v Asii. Několik koncertů bylo kvůli zranění Eda Sheerana zrušeno nebo přesunuto. Lauv přesto symbolicky pokračoval v turné v daných městech. V listopadu 2017 nakonec započalo toto turné s Edem s konečným počtem pouze 6 koncertů.
Lauv odstartoval také své první celosvětové tour, které započalo 18. ledna 2018 v Seattlu a končilo 29. dubna v Oslu, s názvem I Met You When I Was 18. Po dobu evropského tour mu asistoval Jeremy Zucker jako předskokan. Lauv si na turné připravil krabičku, kam mohli fanoušci napsat jakoukoliv poznámku. Jeden vzkaz ho natolik zaujal, že později o něm napsal píseň. Lauv pátral po autorovi onoho vzkazu. Když se Arimu podařilo autora vypátrat, sdělil mu přes telefon, že o tom vzkazu napsal píseň a že by ho rád uvedl jako spoluautora. Superhero (Superhrdinka), pojednává o příběhu Němce Martina, který se pohádal se svou přítelkyní Dianou žijící v Bostonu, po čemž se vydal na koncert Lauva sám. Při té příležitosti Martin napsal svůj krátký vzkaz, který zněl: "Potkal jsem superhrdinku. Přišel jsem o ni. Chci ji zpět."  O pár týdnů po vydání songu Lauv při koncertu v Německu zahrál Superhero poprvé naživo, při čemž mu na pódiu asistoval představitel celého příběhu Martin.
Nedlouho po ukončení světového tour oznámil další tour po USA společně s evropskými městy Londýn, Paříž, Hamburk a Frankfurt.
Dne 25. května 2018 měl Lauv připravené dvě novinky. Jako první oznámil předprodej svého vinylu I Met You When I Was 18. Druhé oznámení přišlo na Instagramu Eda Sheerana, ke kterému se Lauv připojí jako předskokan v rámci tour Eda Sheerana ve vybraných městech po Severní Americe. 27. září 2018 vydal se zpěvačkou Julia Michaels píseň "There's No Way". Po vydání songu spolu měli na krátkou dobu randit.
V polovině ledna roku 2019 Lauv vytvořil společně s Troyem Sivanem playlist podle nich nejlepších písní na usínání. Také oznámili, že 24. ledna vydají společný singl společně s videoklipem s názvem "I'm So Tired...". Song se také dostal na americký žebříček Billboard Hot 100, kde okupoval 81. příčku.

### How I'm Feeling
Na konci dubna vydal první singl Drugs & The Internet z připravovaného debutního alba How I'm Feeling. Song a značnou část alba napsal Ari, když se potýkal s úzkostmi a depresemi. Nechal se slyšet, že dokončení EP I Met You When I Was 18 mělo negativní vliv na jeho uměleckou tvorbu a psychickou stránku, kdy se cítil emočně vyčerpaně. V písni se sám sebe ptá, zda obětoval své opravdové přátelé za fanoušky na sociálních sítích.
O měsíc později vydal druhý singl Sad Forever, kterou napsal během asijské turné a kterou zahrál a natočil na koncertu v Manile. V písni a ve videu se zpovídá, jak píseň napsal, když byl na dně a když nedostával dostatečnou pomoc. Nejdříve se nechtěl kvůli jeho skepsi k medikamentům léčit, posléze na ně ale přistoupil, až si nakonec uvědomil, že mu doopravdy pomáhají. Ve videoklipu dodává, že stále snaží najít optimální stav v jeho životě. Všechny finanční zisky z tohoto songu šly na nadační fondy, které se snaží odstranit stigma ve společnosti o psychických nemocech, aby i ostatní se nebáli zažádat o pomoc.
1. října uvedl společně s Anne-Marie do světa píseň Fuck, I'm Lonely, jež je na soundtracku ke třetí sérii seriálu 13 Reasons Why a jež také bude na albu How I'm Feeling. Z alba vydal ještě další dva singly Feelings a Sims. Ohlásil jak světové turné, tak i evropské, při kterém 22. května 2020 navštíví i Prahu. Později se však plánovaný koncert v Praze zrušil.
How I'm Feeling vyšlo 6. března 2020 pod licencí nakladatelství AWAL Recordings America, Inc. Album obsahuje 21 písní vč. kolaborací s Troyem Sivanem, Anne-Marie, BTS či Alessia Cara a dalšími. Konceptem alba je představení Ariho 6 různých alter-eg a to podle toho, jak se Ari zrovna cítil při psaní písní. Tudíž vznikly charaktery typu: beznadějný romantik Lauv, pozitivní Lauv, praštěný Lauv, atd. Tyto postavy byly rovněž rozděleny do barev, aby bylo poznat, jaké rozpoložení Ariho reprezentují. O postavách Lauv natočil na Youtube dokument ze zákulisí jejich životů. 

## Diskografie

### Album
| Rok  | Název alba      |
| ---- | --------------- |
| 2020 | How I'm Feeling |

### EP
| Year | Title             |
| ---- | ----------------- |
| 2015 | Lost in the Light |
| 2017 | Lauv (Japan)      |

### Singly

#### Hlavní zpěvák
Hitparády
| Rok  | Název Album                          | Země | Země           | Země    | Země | Vydání          |
| Rok  | Název Album                          | USA  | Velká Británie | Německo | ČR   | Vydání          |
| ---- | ------------------------------------ | ---- | -------------- | ------- | ---- | --------------- |
| 2017 | I Like Me Better Lauv                | 27   | 58             | 7       | 24   | 18. květen 2017 |
| 2019 | I'm so tired... Lauv ft. Troye Sivan | 81   | 8              |         | 42   | 7. únor 2019    |

Další singly (výběr)
- The Other, (2015)
- Easy Love, (2017)
- Paris in the Rain, (2017)
- There's No Way, (2018)
- i'm so tired..., ft. Troye Sivan (2019)
- Mean It, ft. LANY (2020)

#### Vedlejší zpěvák
| Rok  | Název písně     | Autor    |               |
| Rok  | Název písně     | Autor    | Hitparáda USA |
| ---- | --------------- | -------- | ------------- |
| 2018 | A Different Way | DJ Snake | –             |
| 2019 | Make It Right   | BTS      | 76            |